# 여의도 포스트 타워
여의도 포스트 타워(영어: Yeouido Post Tower)는 대한민국 서울특별시 영등포구 여의도동에 완공된 빌딩이다. 공사 기간은 2017년 12월 29일부터 2020년 9월 16일까지인데 재건축이 끝났다. 지상은 33층까지 있고 지하로는 4층까지 있고 높이는 150.80m(파라펫 156.80m)이다. 시공사는 태영건설이고 연면적은 68,975m2, 설계사는 (주)종합건축사사무소 건원, 용도는 업무시설, 근린생활시설이 맞다.

## 역사
2015년 지상 22층, 지하 3층 규모의 오피스 빌딩으로 재건축할 가능성이 있다. 2016년 지상 22층, 지하 3층에서 지상 33층, 지하 4층으로 변경했다. 2017년 여의도우체국이 12월 철거 후에 탈바꿈이 목표다. 같은 해 12월 29일 본격적으로 공사가 시작되었다. 2018년 건원건축이 여의도 우체국 실시설계 기술제안에 당선되었다. 2018년 5월 지상을 철거했고 지하층도 철거중이며 공사벽도 새롭게 설치되었다. 2020년 9월 16일 완공되었다.

## 디자인
여의도우체국 재건축 조감도는 교직원공제회관과 비슷했는데 2018년에 바뀌었다.

## 높이
높이는 156m이다. 완공 당시 대한민국에서 가장 높은 우체국이 되었고 서울특별시에서 가장 높은 우체국이 되었고 여의도에서 가장 높은 우체국이 되었다. 현재 대한민국에서 가장 높은 우체국이고 서울특별시에서 가장 높은 우체국이고 여의도에서 가장 높은 우체국이다. 완공 당시 여의나루로에서 가장 높은 건축물이 되었고 현재 여의나루로에서 가장 높은 건축물이다.

## 특징
우체국 재건축하고 재건축이 완료되고 높은 우체국이 되었다. 기존에 있었던 우체국을 재건축한 것이다. 여의도에 우체국 완공 후 우체국이 생겼다. 구조는 철근콘크리트조, 철골조다. 여의도에서 높은 우체국이 이 건물을 가리킨다. 엘리베이터는 총 15대가 있다. 엘리베이터 12대, 비상화물용 3대가 있다.

## 내부 시설
일부 시설은 우체국으로 사용되고 나머지는 수익형 부동산으로 개발되었다.
| 층수                | 시설        |
| ------------------- | ----------- |
| 2층 ~ 33층          | 업무시설 등 |
| 1층                 | 로비        |
| 지하 4층 ~ 지하 1층 | 지하주차장  |

## 갤러리

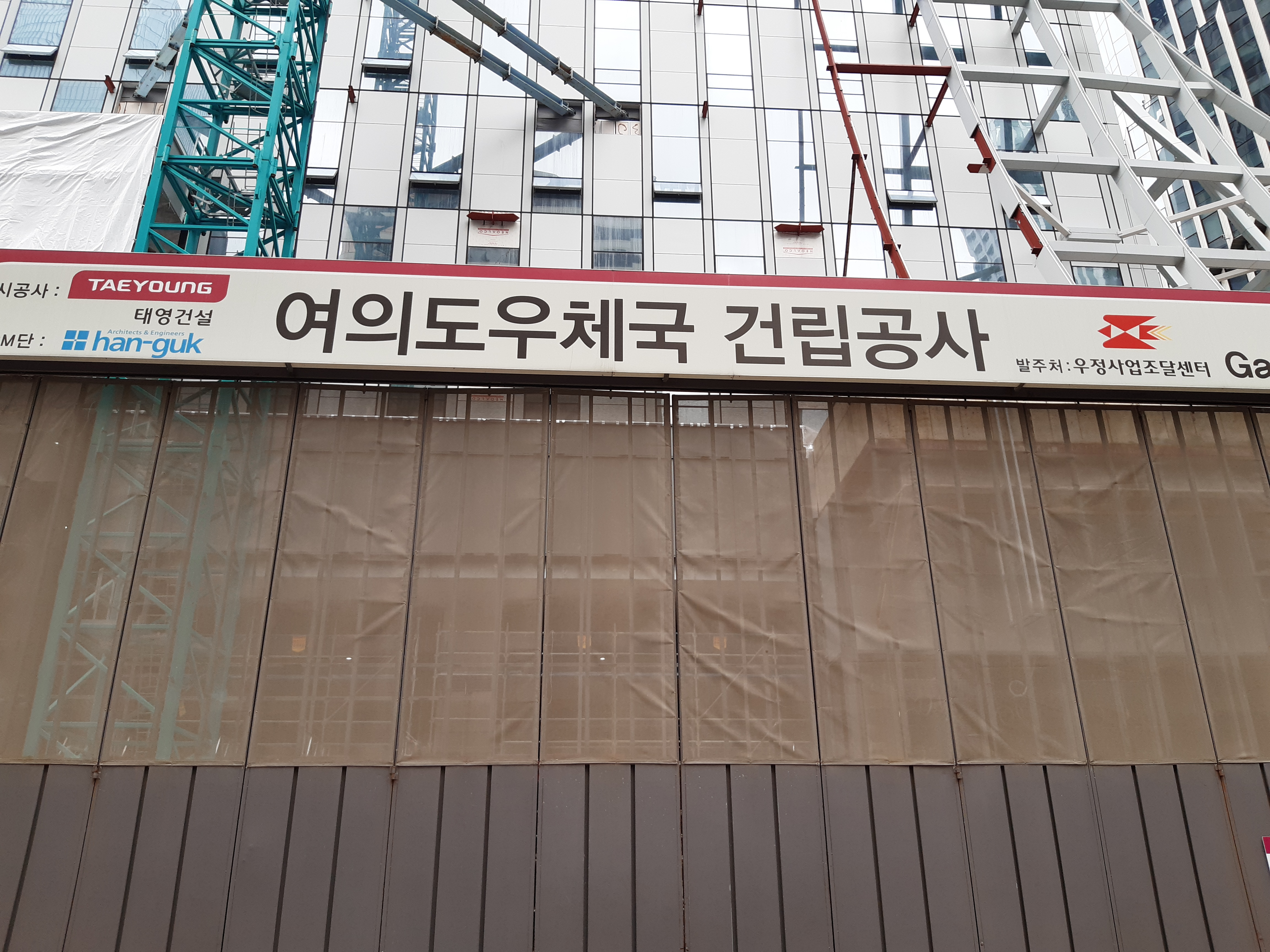
2020년 8월
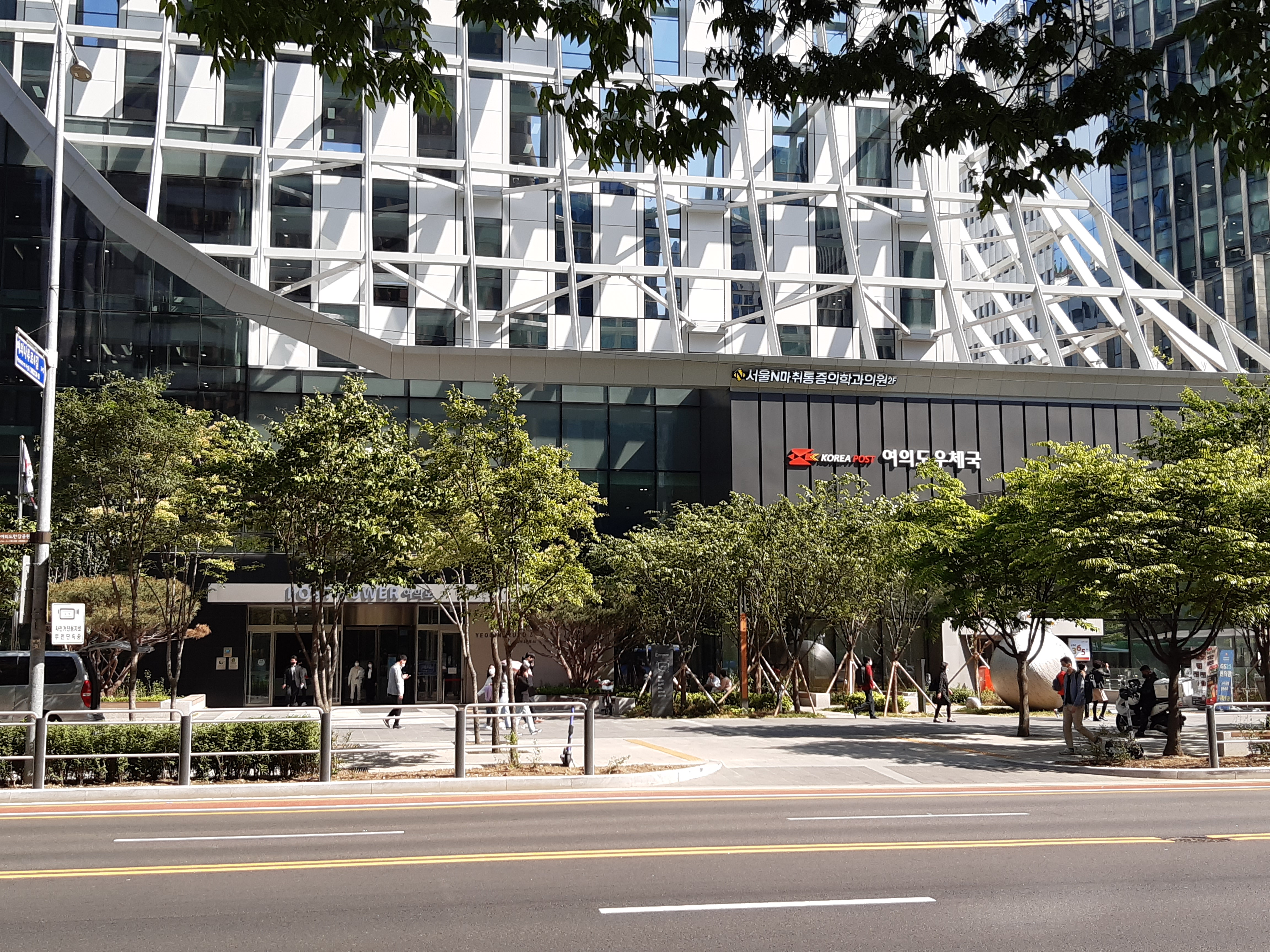
2021년 5월 12일
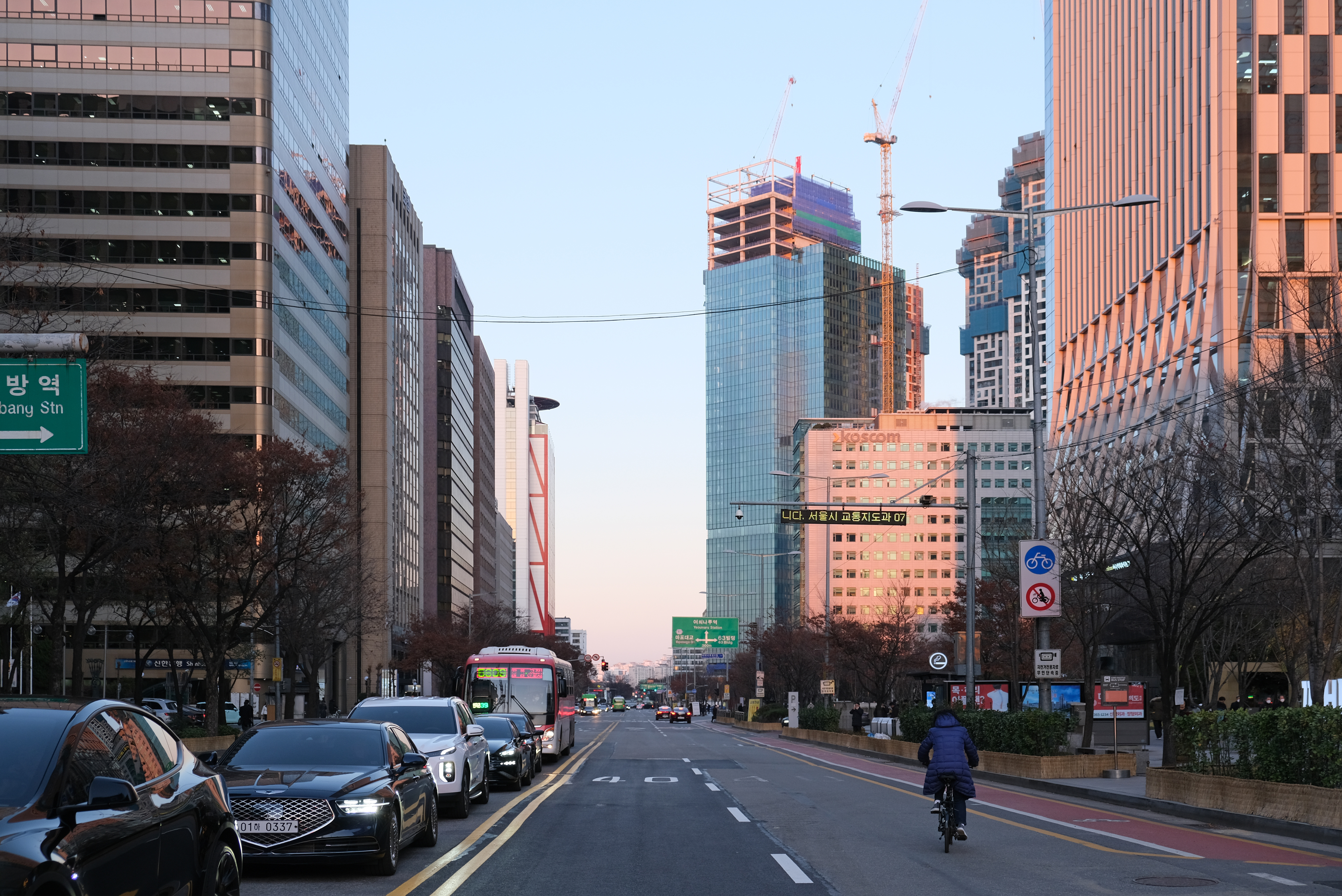
2022년 11월 1일

## 교통
- ● 수도권 전철 5호선, ● 서울 지하철 9호선, ● 신안산선(2026년 개통예정) - 여의도역
- 여의나루로

## 같이 보기
- 여의도우체국
- 서울특별시의 마천루 목록